# 瓦森巴赫
瓦森巴赫是德国莱茵兰-普法尔茨州的一个市镇。总面积2.40平方公里，总人口351人，其中男性181人，女性170人（2011年12月31日），人口密度146人/平方公里。